# Jean Saudray
Jean Saudray (* 17. Juli 1928 in Bordeaux; † 31. August 2002 in Roquebrune-Cap-Martin) war ein französischer Theater-, Fernseh- und Filmschauspieler.

## Leben
In seiner Jugend trat Jean Saudray einer Amateur-Theatergruppe in seiner Heimatstadt Bordeaux bei und sammelte so erste grundlegende Erfahrungen als Darsteller. Im Alter von 18 Jahren ging er nach Paris, wo er in der dortigen Theaterszene ebenfalls schnell Fuß fassen konnte; so war er zuerst zwei Jahre lang am centre d’art dramatique an der Rue Blanche tätig. Anschließend bekam er auch Engagements an anderen Pariser Bühnen und wurde im Laufe der Zeit ein gefragter Theaterdarsteller. Insgesamt war Saudray im Zeitraum von 1948 bis 1995 in über 80 Theaterstücken zu sehen.
Eine erste Komparsenrolle vor der Kamera hatte Saudray 1962 in Raymond Rouleaus Les Amants de Teruel. Weitere nennenswerte Filmproduktionen, in denen er im Laufe seines Berufslebens (vorwiegend in Nebenrollen) mitwirkte, sind beispielsweise Barbarella und Alexander, der Lebenskünstler (beide von 1968) sowie Alfred, die Knallerbse und Der große Blonde mit dem schwarzen Schuh (beide von 1972). 
Auch für das Fernsehen war Saudray ab 1962 durchgehend aktiv und wirkte als Gastdarsteller in vereinzelten Episoden diverser Serien sowie in Fernsehfilmen mit. Hier ist er dem Publikum vor allem durch seine Rolle als ausgestoßener Matrose Ben Gunn in der deutsch-französischen Co-Produktion Die Schatzinsel (1966) in Erinnerung geblieben.
Saudray starb 2002 im Alter von 74 Jahren. Er war zweimal verheiratet und Vater von zwei Kindern.

## Filmografie (Auswahl)
- 1962: Les Amants de Teruel
- 1963: Merci Natercia
- 1963: Les Bonnes causes
- 1966: Das Geheimnis der weißen Masken (Les Compagnons de Jéhu, Fernsehserie)
- 1966: Die Schatzinsel (Fernseh-Mehrteiler)
- 1967: Vidocq (Fernsehserie)
- 1967: Maigret (Les Enquêtes du commissaire Maigret, Fernsehserie)
- 1968: Barbarella
- 1968: Alexander, der Lebenskünstler (Alexandre le bienheureux)
- 1968: Ich laß mich nicht für dumm verkaufen (Faut pas prendre les enfants du bon Dieu pour des canards sauvages)
- 1968: Der Rächer aus dem Sarg (Sous le signe de Monte-Cristo)
- 1969: La Désirade
- 1969: Jeff
- 1972: Alfred, die Knallerbse (Les Malheurs d'Alfred)
- 1972: Der große Blonde mit dem schwarzen Schuh (Le grand blond avec une chaussure noire)
- 1973: Je sais rien, mais je dirai tout
- 1974: Die Grashüpfer (Les Faucheurs de marguerites, Fernsehserie)
- 1974: Der Mann ohne Gesicht (Nuits rouges)
- 1978: Mit Rose und Revolver (Les Brigades du Tigre, Fernsehserie)
- 1978: Crossing Jordan – Pathologin mit Profil (Crossing Jordan, Fernsehserie)
- 1981: Silas (Fernsehserie)
- 1981: Prends ta rolls et va pointer
- 1982: N'oublie pas ton père au vestiaire
- 1983: On l'appelle catastrophe
- 1983: Salut la puce
- 1985: Y'a pas le feu...
- 1988: Gandahar
- 1988: Corentin ou les infortunes conjugales